# Trại lao động cưỡng bức Mã Tam Gia

Trại Lao động Mã Tam Gia (giản thể: 马三家劳教所; phồn thể: 馬三家勞教所; bính âm: Mǎsānjiā Láojiào Suǒ) là một trại cải tạo giáo dục thông qua địa điểm trại lao động ở huyện Vu Hồng (于洪) gần Trầm Dương, tỉnh Liêu Ninh, Trung Quốc. Cơ sở này đôi khi được gọi là Trường giáo dục tư tưởng của tỉnh Liêu Ninh  Nó được thành lập đầu tiên vào năm 1956 dưới hình thức lao động giáo dưỡng, hoặc chính sách "lao giáo" của Trung Quốc và được mở rộng vào năm 1999 để bắt giữ và "giáo dưỡng" những học viên Pháp Luân Công. Theo các cựu tù nhân, các học viên Pháp Luân Công chiếm tới 50-80% các tù nhân trong trại. Các tù nhân khác bao gồm các tội phạm nhỏ, gái mại dâm, người nghiện ma túy, người khiếu kiện, và các thành viên của tôn giáo thiểu số không được chấp thuận khác, chẳng hạn như giáo hội Cơ Đốc ngầm.
Những học viên Pháp Luân Công đã nhiều lần tìm cách công bố công khai về các vụ vi phạm nhân quyền ở trong những trại lao động, chúng được miêu tả giống như những nơi khét tiếng nhất ở Trung Quốc. Ngoài thực hiện lao động cưỡng bức, các tù nhân bị cáo buộc tra tấn bằng dùi cui điện, bức thực, bị biệt giam trong thời gian dài, và các hình thức lạm dụng khác. Những cáo buộc đã nhận được sự chú ý của quốc tế vào năm 2013 khi một tạp chí phơi bày về trại cưỡng bức Mã Tam Gia và sau đó nhanh chóng bị kiểm duyệt ở Trung Quốc.

## Sự thành lập
Trại Lao động Mã Tam Gia được thành lập vào ngày 9 tháng 3 năm 1956. Theo thông lệ của các trại cải tạo lao động ở Trung Quốc, các tù nhân có thể bị đưa vào trại mà không cần qua xét xử, thường là những tội nhỏ nhặt hoặc là tội phạm chính trị. Vào tháng 7 năm 1999, cựu chủ tịch Giang Trạch Dân khởi xướng một chiến dịch Đàn áp Pháp Luân Công, một môn khí công cổ truyền ở Trung Quốc, ước tính có hàng chục triệu người theo học. Những người đã từ chối từ bỏ tập luyện Pháp Luân Công sẽ bị đưa đến các trại lao động để tiến hành "chuyển hóa." Để thực hiện chiến dịch này, trại lao động Mã Tam Gia đã được mở rộng vào tháng 10 năm 1999, và Nữ sư đoàn 2 được thành lập để giam giữ các học viên Pháp Luân Công. Sau đó nó được sáp nhập với Nữ sư đoàn 1.

## Số lượng tù nhân
Theo tờ báo New York Times công bố tháng 6 năm 2003, Pháp Luân Công và các thành viên của Cơ đốc giáo dưới đất chiến số lượng lớn các tù nhân; cũng có gái mại dâm, kẻ nghiện ma túy và dân oan, những người dân kiên trì kêu oan hơn là nhẫn nại đối với chinh quyền địa phương. Các cựu tù nhân miêu tả cưỡng bức lao động và hành hạ rất những học viên Pháp Luân Công kiên trì không từ bỏ đức tin của họ, vì mục tiêu lâu dài và sâu rộng.
Mặc dù chính quyền Trung Quốc không tiết lộ chính xác số lượng học viên Pháp Luân Công bị giam giữ trong các cải tạo giáo dục thông qua các trại lao động, họ đã xác nhận có ít nhất 470 học viên Pháp Luân Công đã bị bắt giữ vào tháng 1 năm 2001. Vào tháng 8 năm 2001, phương tiện truyền thông chính thức của Trung Quốc đã báo cáo các trại lao động đã "thành công trong việc 'chuyển hóa' hơn 90% trong số hơn 1,000 nữ học viên Pháp Luân Công".
Theo trang web của Trung Quốc Quyền Dân Sự và Dân sinh, Như năm 2010, đã có bốn đội trong trại với 200-300 tù nhân mỗi đội. Nhân chứng trong tuyên bố trại có khoảng 80% số các tù nhân Pháp Luân Công, phần còn lại là dân oan với khiếu nại chung chống lại chính phủ.

## Cáo buộc tra tấn
Đã có báo cáo liên tục sự tra tấn và vi phạm nhân quyền khác đã phạm phải tại trại lao động Mã Tam Gia. Theo cựu tù nhân phỏng vấn bởi tờ New York Times, sự hành hạ lâu nhất và nghiêm trọng nhất đã xảy ra đối với các học viên Pháp Luân Công, nhưng các nhóm khác cũng bị lạm dụng tương tự.
Viên Linh, một nhà báo của Trung Quốc đã dành 7 năm để phỏng vấn các cựu tù nhân ở trại lao động Mã Tam Gia, nói rằng tra tấn thể xác ở trong trại là thường xuyên, và một số phụ nữ đã bị tàn phế. Một tiết lộ bởi Yuan ở tờ báo "Lens Magzine" ở Trung Quốc đã miêu tả các loại phương pháp tra tấn khác nhau được sử dụng trong trại, trong đó các tù nhân được báo cáo là bị shock bằng dùi cui điện vào mặt, treo hai tay lên và bị đánh đập.
Một phương pháp khác được miêu tả trong tạp chí là "Ghế Cọp", trong đó Cảnh sát tàn bạo sử dụng "ghế cọp" đối với các học viên Pháp Luân Công. Thường dùng dây nịt cột chặt chỗ đầu gối vào cái ghế dài, trong khi bàn chân kê cao lên, ghìm dây nịt mãi đến khi đứt cả dây. Học viên liên tục không ngừng bị hành hạ trong thời gian dài, thường bị đau đến ngất xỉu chết đi sống lại, đau đớn tột cùng. "Giường tử hình", giường căng thẳng bốn tay và chân bị kéo căng ra và xa nhau mà không thể cử động một thời gian dài. "không một lỗ hổng nào khiến bạn không thể đi vệ sinh được", theo tờ báo International Herald Tribune. Các cựu tù nhân cũng miêu tả bị biệt giam vài tháng trong những phòng nhỏ rộng 2 mét vuông. Trong những phòng đó người phụ nữ không được tiếp cận với nhà vệ sinh và phải đi vệ sinh trên sàn. Vương Xuân Anh, người đã bị giam cầm ở Mã Tam Gia năm 2007, nói với tờ "[Japan Times]" rằng cô đã bị kéo căng ra và bị còng tay vào hai chiếc giường nhỏ, cô không được ăn, uống hoặc ngủ trong 16 giờ. Một cựu tù nhân khác nói rằng cô bị còng tay vào một cái cửa ở vị trí đứng yên trong vài tuần liên tiếp.

## Kinh tế của trại
Theo một báo cáo tổng hợp vào năm 2013, các sản phẩm, bao gồm quân phục được sản xuất cho thị trường nội địa, một số được sản xuất để xuất khẩu. những người lao động đôi khi là các tù nhân được mua ở các khu pháp lý địa phương.

## Tin tức được đưa ra trên truyền thông
Vào ngày 23 Tháng mười hai 2012, The Oregonian báo cáo rằng một người phụ nữ Mỹ, cô Julie Keith, đã tìm thấy một lá thư viết xen kẽ bằng tiếng Trung và tiếng Anh, nhét trọng một món quà trang trí Halloween, được bán tại một siêu thị của Kmart. Bức thư đã được xác thực và được minh chứng bởi CNN. Nội dung bức thư:
"Thưa ngài: Nếu quý ngài tình cờ mua sản phẩm này, làm ơn hãy chuyển bức thư này tới Tổ chức Nhân quyền Thế giới. Hàng nghìn người ở đây đang chịu sự đàn áp của nhà cầm quyền Đảng Cộng sản Trung Quốc sẽ vĩnh viễn nhớ ơn quý ngài."
"Sản phẩm này được sản xuất tại Sở 2 Đại đội 8 Trại lao động cưỡng bức Mã Tam Gia, thuộc Thẩm Dương tỉnh Liêu Ninh, Trung Quốc."
"Người làm ở đây phải lao động 15 giờ mỗi ngày, không được nghỉ cuối tuần, nếu không sẽ bị đánh và chửi, hầu như không có tiền công (chỉ nhận 10 nhân dân tệ/tháng [khoảng 33.000 VND])"
"Người làm ở đây trung bình bị phạt 1-3 năm, nhưng không có phán quyết của tòa án, bị bắt giam và cưỡng bức lao động một cách phi pháp. Rất nhiều người trong số họ là học viên Pháp Luân Công, những người hoàn toàn vô tội, nhưng chỉ vì có tín ngưỡng khác với quan điểm của Đảng Cộng sản Trung Quốc mà họ thường phải chịu nhiều cực hình hơn những người khác."
Cô Julie Keith thấy rất chấn động. Cô cảm nhận được sự tuyệt vọng cùng dũng khí của người viết là thư này. Phải rất dũng cảm mới dám viết lá thư như vậy và đặt vào trong hộp đồ trang trí. Vì nếu bị phát hiện, hậu quả sẽ khó mà tưởng tượng được.
Theo Luật của Mỹ, nhập khẩu hàng hóa từ các trại lao động là bất hợp pháp. Hiện nay, Bộ An ninh Quốc nội Hoa Kỳ đang tiến hành điều tra việc này. Kmart thông báo rằng không có khả năng biết nguồn gốc các sản phẩm, đồ nhựa làm từ trại lao động. Vào năm 2013, tác giả của những bức thư này xuất hiện ở Bắc Kinh. Người đàn ông, tên là Trương, một học viên của Pháp Luân Công đã từng bị đưa vào trại. Ông nói rằng đã viết khoảng hai chục lá thư và nhét chúng vào các sản phẩm với nội dung miêu tả bằng tiếng Anh.
Vào tháng 4 năm 2013, tạp chí Lens Magazine của Trung Quốc bao gồm 14 trang phơi bày sự lạm dụng của trại Lao động Mã Tam Gia. 20,000 câu chuyện điều tra dựa trên khoảng 20 cựu tù nhân, những người đã bị đưa đến cưỡng bức lao động và phải chịu nhiều phương thức tra tấn trong trại. Báo cáo gây nóng bỏng trong nước và hồi sinh các cuộc kêu gọi cải cách hệ thống trại lao động cưỡng bức. Vào ngày mùng 8 tháng 4, hai ngày sau khi báo cáo được công bố, đã có ít nhất 420,000 người tham gia vào các cuộc thảo luận trực tuyến về báo cáo. Ngày hôm sau Ban tuyên huấn Đảng Cộng sản Trung Quốc đã ra chỉ thị cấm tất các cơ quan truyền thông "báo cáo lại, viết lại, hoặc thảo luận" về báo cáo của tạp chí Lens.
Ngay sau khi tạp chí của Lens được xuất bản, nhà làm phim và cựu nhiếp ảnh gia của tờ báo New York Times, ông Đỗ Tân đã phát hành một báo cáo về trại Lao động Mã Tam Gia với tựa đề "Người phụ nữ ở trên đầu ma". Tựa đề liên quan đến sự thật rằng trại lao động Mã Tam Gia được xây dựng trên một nghĩa địa, theo cựu tù nhân ông Lưu Hoa, Bộ phim đã bị cấm ở đại lục và ông Đỗ Tân đã bị bắt giữ